# Empidonax atriceps
El mosquero cabecinegro (Empidonax atriceps), también denominado mosquerito cabecinegro (en Costa Rica y Panamá) o mosqueta de capa negra, es una especie de ave paseriforme de la familia Tyrannidae perteneciente al numeroso género Empidonax. Es nativo del este de América Central.

## Distribución y hábitat
Es una especie residente común de las partes más altas de las cordilleras Volcánica Central y de Talamanca y la región de Dota, principalmente desde los 2450 m hasta los 3300 o más de altitud. Es una residente en forma local cuando desciende hasta los 2100 m, como en Sabana Dúrika. En el pico de la estación lluviosa puede descender hasta alturas de 1850 m. Hasta las montañas del oeste de Panamá (oeste de Chiriquí y adyacente Bocas del Toro).
Esta especie es considerada común a bastante común en sus hábitats naturales: el dosel de los robledales de las montañas altas, y desciende mucho más en los bordes y las aberturas en las áreas de crecimiento secundario y los potreros con árboles dispersos; también se localiza en los límites del páramo.

## Sistemática

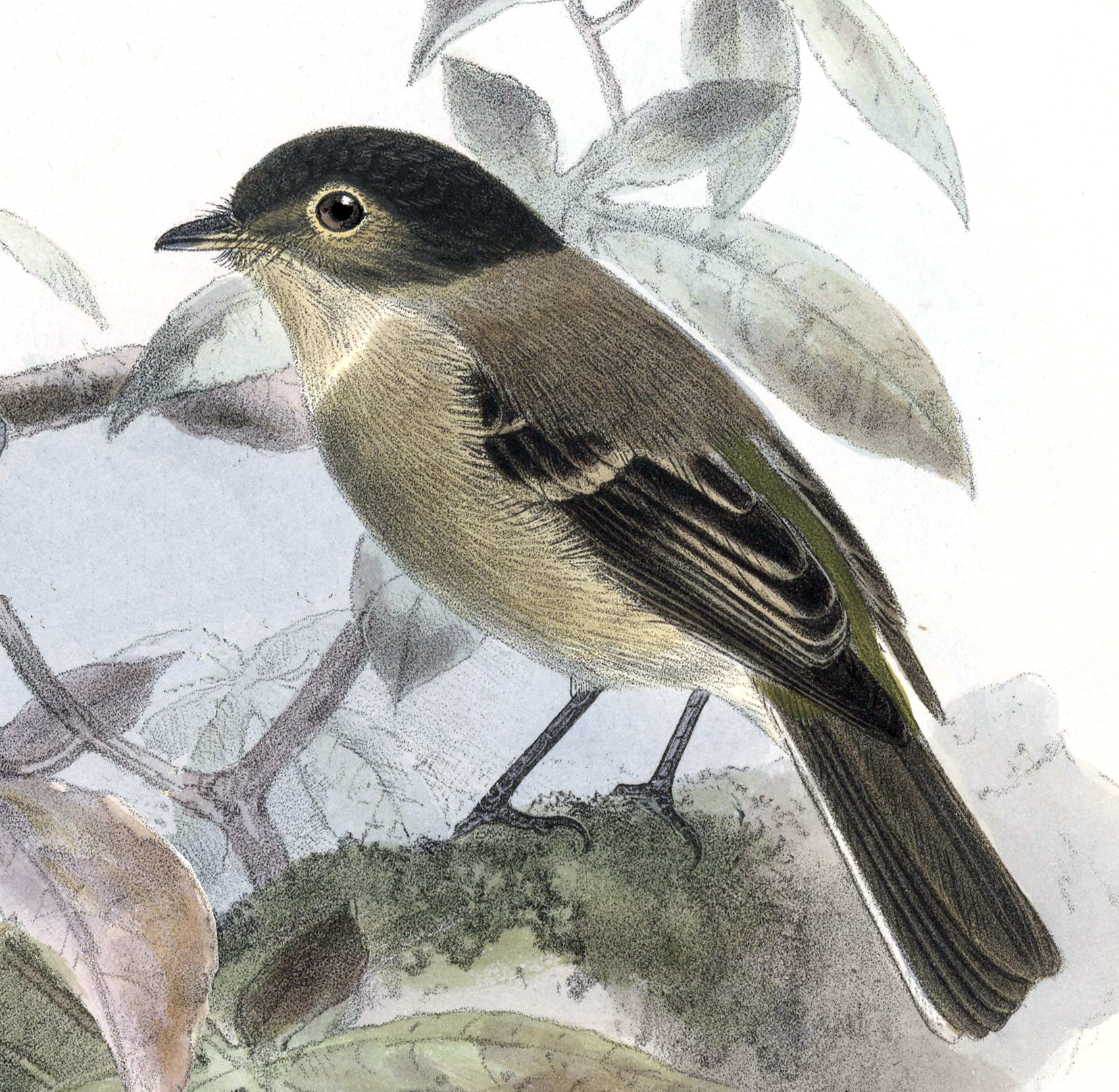
Empidonax atriceps, ilustración de Keulemans para Biologia Centrali-Americana, 1902.

### Descripción original
La especie E. atriceps fue descrita originalmente por el zoólogo británico Osbert Salvin en el año 1870, bajo el mismo nombre científico. Su localidad tipo es: «Volcán de Chiriquí, Panamá».

### Etimología
El nombre genérico masculino «Empidonax» se compone de las palabras del griego «empis, empidos» que significa ‘mosquito’, ‘jején’, y «anax, anaktos» que significa ‘señor’; y el nombre de la especie «atriceps», se compone de las palabras del latín «ater» que significa ‘negro’, y «ceps» que significa ‘de cabeza’.

### Taxonomía
Es monotípica.